# 이효정 (1983년)
이효정(1983년 6월 22일 ~ )은 대한민국의 배우이다. 서울에서 태어났다. 신흥여자중학교 2학년 때 학생 잡지의 ‘스트리트 캐스팅’ 란 모델로 발탁된 것을 계기로 몇 편의 CF에 출연하였고, KBS 드라마 《왕과 비》에도 단역으로 출연하였다. 정신여자고등학교 1학년에 재학 중이던 1999년 영화 감독 임권택의 《춘향뎐》에 주연인 성춘향 역으로 캐스팅되었다. 이 영화는 2000년 1월 개봉하였는데, 당시 미성년자인 그녀가 영화에서 노출 연기를 한 것이 논란이 되기도 했다. 이효정은 이 작품으로 같은 해 제37회 대종상영화제에서 신인여우상 후보에 올랐다. 《춘향뎐》 출연 후 연기 활동을 계속하지 않고, 2004년 연세대학교 법학과에 진학하였다.

## 학력
- 신흥여자중학교 (졸업)
- 정신여자고등학교 (졸업)
- 연세대학교 법과대학 법학과 (졸업)

## 출연 작품
- 춘향뎐 (2000년) - 성춘향 역